# Oświn
Oświn (Jezioro Siedmiu Wysp) – jezioro położone w północno-wschodniej części Niziny Sępopolskiej, na północny zachód od Węgorzewa w woj. warmińsko-mazurskim, w powiecie węgorzewskim, w gminie Węgorzewo.

## Morfometria
Oświn jest jeziorem przepływowym o powierzchni ok. 370 ha, długości 5,3 km, szerokości 2 km i maksymalnej głębokości 3,5 m. 

## Charakterystyka
Jezioro należy do zlewni Pregoły, do której wody z jeziora docierają rzeką Oświnką za pośrednictwem Łyny. Oświnka za granicą państwową na terenie Rosji ma nazwę Putiłowka.
Jezioro wraz z otaczającymi je nieużytkami, bagnami i lasami stanowi rezerwat faunistyczny pod nazwą Rezerwat przyrody Jezioro Siedmiu Wysp. Jezioro leży tuż przy granicy z obwodem królewieckim Federacji Rosyjskiej, w najbardziej samotnej części Mazur. Od dawna już nikt tu się nie osiedla, a stare osady pustoszeją.
Z jeziora Oświn średniorocznie odpływa 19,9 mln m³ wody. Jezioro ma kształt zbliżony do podkowy ramionami skierowanej na północ. Rzeka Oświnka (ros. Putiłowka) wypływa z północno-zachodniej części jeziora, przepływa przez wieś Kryłowo i wpada do Łyny w Gwardiejsku, poniżej ujścia Ometu. Powierzchnia i głębokość jeziora zależy od sztucznego spiętrzenia wody na Ośwince. W przeszłości poziom wody podnoszony był przez jaz przy młynie wodnym w Kryłowie. Po zniszczeniu tego jazu poziom wody w jeziorze był znacznie obniżony przez około 30 lat. W celu przywrócenia pierwotnego poziomu wody w Oświnie w roku 1993 wybudowano nowy jaz na rzece Ośwince w pobliżu jej wypływu z jeziora.

## Przyroda
Jezioro faworyzowane przez ptaki jest muliste, zarośnięte szuwarami i bardzo płytkie. Żyją w nim ostatnie w Polsce raki błotne. Na północ od jeziora żyją w stanie dzikim koniki polskie sprowadzone tu z Popielna.
W wodach jeziora występują (1998):
- mięczaki:
  - przodoskrzelne – żyworodka rzeczna i zagrzebka pospolita.
  - płucodyszne – błotniarka stawowa, błotniarka moczarowa, zatoczek pospolity, zatoczek rogowy, przyczepka jeziorna.
  - skójkowate – skójka malarska, szczeżuja wielka.
- ryby (22 gatunki):
  - ryby objęte ścisłą ochroną gatunkową – różanka, koza i piskorz.
  - ryby dla których obowiązuje wymiar i okres ochronny – szczupak, certa, sum europejski, sandacz.
  - ryby dla których obowiązuje wymiar ochronny – węgorz, wzdręga, lin.
  - ryby pozostałe – płoć, słonecznica, kiełb, ukleja, krąp, leszcz, karaś pospolity, karaś srebrzysty, ciernik, okoń i jazgarz.

## Hydronimia
Nazwę Oświn wprowadzono urzędowo w 1949 roku, zastępując poprzednią niemiecką nazwę jeziora – Nordenburger See, która z kolei w 1928 roku zastąpiła pierwotną nazwę Aschwöhn See.